# Caliente, Nevada
Caliente (phát âm /kæliˈɛnti/), trước đây gọi là Culverwell và Calientes là một thị trấn thuộc quận Lincoln, Nevada, Hoa Kỳ. Nó nằm trên mực nước biển 1.310 mét. Theo điều tra dân số của Cục điều tra dân số Hoa Kỳ năm 2000, thành phố này có 1.123 người. Tên gọi của thị trấn có nguồn gốc từ những đài phun nước nóng, "caliente" trong tiếng Tây Ban Nha có nghĩa là "nóng".